# Łączany (województwo mazowieckie)
Łączany dawniej też Łęczany – wieś w Polsce położona w województwie mazowieckim, w powiecie radomskim, w gminie Wierzbica. Ma status sołectwa.
Były wsią klasztoru cystersów wąchockich w województwie sandomierskim w ostatniej ćwierci XVI wieku.
Do 1954 roku siedziba gminy Zalesice. W latach 1954–1972 wieś należała i była siedzibą władz gromady Łączany. W latach 1975–1998 miejscowość administracyjnie należała do województwa radomskiego.
Wieś jest siedzibą rzymskokatolickiej parafii Matki Boskiej Królowej Polski.